# 菲律賓科迪勒拉山水稻梯田
菲律賓科迪勒拉山水稻梯田，指的是位於菲律賓呂宋島科迪勒拉山脈東面的梯田，位於Banaue附近，其梯田規模為世界最大，也擁有世界最大的人造灌溉系統。1995年被聯合國教科文組織登錄為世界文化遺產。科迪勒拉山脈的梯田，也享有「天國的階梯」、「通往天堂的天梯」等美譽。

## 歷史
位於呂宋島中央的科迪勒拉山脈，有許多標高超過1,000公尺的山峰。「科迪勒拉」（Cordilleras）即是西班牙語的「山脈」。碧瑤這個熱門的避暑聖地即位於此山脈上。在碧瑤東北方的巴拿威鎮（Banaue）、邦圖克、巴達特（Batad）等多處地區為梯田主要分佈的區域。梯田的總長度大約是2,000公里，故以世界最大規模梯田的名義，在1995年登錄為世界文化遺產。
單一梯田的大小最大的有2,500平方公尺，最小的梯田只有4平方公尺；用石塊修建的梯田外壁最高4公尺，最矮的外壁不到2公尺高；灌溉梯田的盤山台階渠道總長度達1.9公里。
科迪勒拉山水稻梯田的起源被認為與菲律賓的山地民族伊富高人（Ifugao）有關。伊富高人是居住在菲律賓呂宋島北部多山地區以水稻種植為主要經濟活動的原住民部落。他們可能在西元前約1,000-100年時開始耕作這一片梯田。
被列為世界文化遺產的柯迪樂拉山的水稻梯田美麗景色也被繪製在菲律賓20元披索紙鈔背面。

## 維護
有人認為科迪勒拉山水稻梯田被列為世界文化遺產，促使菲律賓政府開始推動梯田保護政策。
水稻梯田被列入世界文化遺產後，有越來越多無視於灌溉溝渠走向的建築物出現，農民也因為觀光客眾多，但受益者是旅遊業者而非農民，生產水稻的收入比不上經營觀光業，導致也有農民荒廢梯田、廢耕，水稻梯田美景維持成為菲律賓政府的一大難題，也因此科狄勒拉山水稻梯田世界遺產在2001年被列入《瀕危世界遺產名錄》，世界瀕危遺產名錄旨在喚醒國際組織、在地的菲律賓政府、以及當地伊富高人民需要趕緊保護水道梯田遺產。

## 世界遺產登錄
该世界遗产被认为满足世界遺產登錄基準中的以下基準而予以登錄：
- （iii）呈现有关现存或者已经消失的文化传统、文明的独特或稀有之证据。
- （iv）关于呈现人类历史重要阶段的建筑类型，或者建筑及技术的组合，或者景观上的卓越典范。
- （v）代表某一个或数个文化的人类传统聚落或土地使用，提供出色的典范－特别是因为难以抗拒的历史潮流而处于消灭危机的场合。

## 外部連結
- （简体中文）菲律宾科迪勒拉山的水稻梯田, 世界遗产中心, 联合国教育、科学及文化组织 （页面存档备份，存于）
- （英文）Rice Terraces of the Philippine Cordilleras, © UNESCO World Heritage Centre, United Nations （页面存档备份，存于）